# كمانة (أرومية)
كمانة هي قرية في مقاطعة أرومية، إيران. يقدر عدد سكانها بـ 18 نسمة بحسب إحصاء 2016.